# أنت (رواية)
أنت ( بالإنجليزية you) رواية من نوع الخيال والإثارة من تأليف الروائية الأمريكية كارولين كيبنس، نشرت في سبتمبر عام 2014. ترجمت الرواية إلى 19 لغة، وتم إنتاج مسلسل تلفزيوني مقتبس منها يحمل نفس الاسم .

## ملخص
تعمل غينيفير بيك (وهي كاتبة طموحة) كمساعدة تدريس وفي نفس الوقت تقوم بالتحضير لأطروحتها البحثية. عندما كانت تسير بخطوات واسعة إلى مكتبة «إيست فيلدج» حيث يعمل جو جولدبيرج، أغرم بها على الفور . كانت غينيفير بيك هو كل ما كان يحلم به جو جولدبيرج : إمراة رائعة، قوية، ذكية، ومثيرة كفتاة أحلامه. لم تدرك غينيفير بيك أن جو قد وقع في غرامها، لكنها كانت تعتبر نفسها مناسبة جدا له، وسرعان ما ضعفت أمام أحاسيسها بما لا يمكنها من مقاومة مشاعرها تجاه رجل يبدو أنه خلق خصيصًا لها. ولكن جولدبيرج كان يدرك أمور أكثر مما تدركه بيك، أكثر بكثير من جمالها الزائف. هاجسهما المتبادل بشكل متصاعد يقودهما إلى زوبعة من العواقب المميتة.

## الإنتاج التلفزيوني
في فبراير 2015 ، تم الإعلان عن أن جريج بيرلانتي وسيرا جامبل سيقومان بإنتاج مسلسل تلفزيوني مقتبس من الرواية وسيعرض على شبكة شوتايم الأمريكية. بعد ذلك بعامين قامت شبكة لايف تايم (Lifetime ) بشراء حقوق نشر السلسلة التلفزيونية وعملت بشكل سريع لإنتاج المسلسل . وفي 26 تموز (يوليو) عام 2018 وقبل العرض الأول للمسلسل، أعلنت شبكة لايف تايم أنها ستنتج الجزء الثاني من السلسلة. وفي 3 ديسمبر 2018 ، تم تأكيد هذا الخبر وأن شبكة نتفليكس اشترت حقوق بث الجزء الثاني. عرض المسلسل لأول مرة يوم 9 سبتمبر عام 2018 